# Francisco Javier González Urruticoechea
Francisco Javier González Urruticoechea, més conegut com a Urruti (Sant Sebastià, 17 de febrer de 1952 - Esplugues de Llobregat, 24 de maig de 2001), va ser un destacat futbolista basc dels anys 80, que va desenvolupar la major part de la seva carrera futbolística al futbol català. Va ser internacional amb la selecció espanyola. Va morir en un accident de circulació, de matinada, a les Rondes de Barcelona.

## Biografia
Urruti va néixer a Sant Sebastià (Guipúscoa) el 17 de febrer del 1952. Va jugar tretze anys a la primera divisió del futbol espanyol a tres clubs diferents, la Reial Societat, el RCD Espanyol i el FC Barcelona. Durant aquests anys va obtenir un trofeu Zamora al porter menys golejat de la lliga (1983-84 amb 26 gols en 34 partits amb el FC Barcelona) i fou el suplent habitual de Luis Arconada a la selecció espanyola, fet que el portà a ser només cinc cops internacional absolut. Tots els títols pel que fa a clubs, els va obtenir defensant la samarreta del FC Barcelona entre els quals cal destacar una lliga, una recopa d'Europa i dues copes del rei.
Va ser titular a la final de la Recopa de 1982, que el Barça va guanyar a l'Standard de Lieja per 2-1 al Camp Nou.
El moment més recordat de la seva etapa de futbolista el va viure el 24 de març de 1985, en el partit que enfrontà el FC Barcelona amb el Reial Valladolid. A pocs minuts pel final els blau-grana vencien per 1 a 2 i l'àrbitre va pitar un penal en contra del Barça. La victòria blau-grana suposava el títol matemàtic de lliga, mentre que l'empat suposava ajornar-lo. Urruti va aturar el penal i el Barça es proclamà campió de lliga, però el més recordat fou el crit espontani del periodista Joaquim Maria Puyal Urruti, t'estimo!.
Urruti va morir en accident de trànsit a Barcelona el 24 de maig de 2001. Fou enterrat al Cementiri de les Corts.

## Trajectòria esportiva
- Lengokoak
- At. San Sebastián (filial de la Reial Societat)
- Reial Societat: 1973-1976
- RCD Espanyol: 1976-1981
- FC Barcelona: 1981-1987

## Palmarès
- 1 Lliga espanyola de futbol: 1985.
- 1 Recopa d'Europa de futbol: 1982.
- 2 Copes del Rei: 1981, 1983.
- 1 Supercopa d'Espanya: 1984.
- 2 Copes de la Lliga: 1982, 1986.
- 1 Trofeu Zamora: 1983-84.